# 唐一澄
唐一澄，字金颖，南直隸宁国府宁国县人，明朝政治人物，同進士出身。

## 生平
天啟五年（1625年）乙丑科進士，六年授泉州府推官，為官廉明、治理盜亂有法，為百姓愛戴。以卓异上聞，擢刑部主事。